# Маринін (гміна Рейовець)
Маринін (пол. Marynin) — село в Польщі, у гміні Рейовець Холмського повіту Люблінського воєводства. Населення — 240 осіб (2011).

## Історія
За даними етнографічної експедиції 1869—1870 років під керівництвом Павла Чубинського, у селі здебільшого проживали польськомовні римо-католики, меншою мірою — греко-католики, які також розмовляли польською.
У 1975—1998 роках село належало до Холмського воєводства.

## Демографія
Демографічна структура станом на 31 березня 2011 року:
|          | Загалом | Допрацездатний вік | Працездатний вік | Постпрацездатний вік |
| -------- | ------- | ------------------ | ---------------- | -------------------- |
| Чоловіки | 121     | 24                 | 77               | 20                   |
| Жінки    | 119     | 15                 | 63               | 41                   |
| Разом    | 240     | 39                 | 140              | 61                   |